# Division 2 1985/86
Die Division 2 1985/86 war die 47. Austragung der zweithöchsten französischen Fußballliga. Es handelte sich seit 1970 um eine offene Meisterschaft mit Profis und Amateuren. Gespielt wurde vom 16. Juli 1985 bis zum 12. April 1986; zwischen 20. Dezember und 10. Januar gab es diesmal nur eine dreiwöchige Winterpause. Hintergrund für die frühe, enge Terminierung war die bereits Ende Mai beginnende WM-Endrunde in Mexiko.
Zweitligameister wurde Racing Paris.

## Vereine
Teilnahmeberechtigt waren die 27 Vereine, die nach der vorangegangenen Spielzeit weder in die erste Division auf- noch in die dritte Liga (National) oder tiefer abgestiegen waren; dazu kamen drei Erstligaabsteiger und sechs Aufsteiger aus der National. Diese 36 Teilnehmer spielten in zwei überwiegend nach regionalen Gesichtspunkten eingeteilten Gruppen (eine mit Mannschaften aus dem Norden und Westen sowie eine mit Teams aus dem Süden und Osten).
Somit spielten in dieser Saison folgende Mannschaften um die Meisterschaft der Division 2: Absteiger Aufsteiger
- Gruppe A: AS Red Star, Absteiger FC Tours, Aufsteiger EAC Chaumont, Aufsteiger FC Montceau, FC Gueugnon, FC AS Grenoble, CS Thonon, CO Le Puy, AS Saint-Étienne, Olympique Lyon, AS Béziers, FC Sète, Montpellier La Paillade SC, Olympique Alès, Olympique Nîmes, FC Martigues, Aufsteiger Istres Sports, AS Cannes
- Gruppe B: US Dunkerque, US Valenciennes-Anzin, SC Abbeville, Aufsteiger AS Beauvais-Marissel, Absteiger FC Rouen, Absteiger Racing Paris, Stade Reims, CS Sedan-Mouzon, FC Mulhouse, Racing Club Franc-Comtois Besançon, SM Caen, FC Limoges, Aufsteiger Chamois Niort, US Orléans, SCO Angers, Aufsteiger FC Lorient, Stade Quimper, EA Guingamp

Direkt aufstiegsberechtigt waren nur die jeweiligen Gruppenersten. Dazu kam eine Relegation zwischen dem am schlechtesten platzierten Erstligisten, der nicht direkt abstieg, und dem besten, nicht direkt aufstiegsberechtigten Zweitligisten.

## Saisonverlauf
Jede Mannschaft trug gegen jeden Gruppengegner ein Hin- und ein Rückspiel aus, einmal vor eigenem Publikum und einmal auswärts. Es galt die Zwei-Punkte-Regel; bei Punktgleichheit gab die Tordifferenz den Ausschlag für die Platzierung. In Frankreich wird bei der Angabe des Punktverhältnisses ausschließlich die Zahl der Pluspunkte genannt; hier geschieht dies in der in Deutschland zu Zeiten der 2-Punkte-Regel üblichen Notation.
In beiden Gruppen entwickelte sich um die jeweils drei ersten Ränge, die einen Aufstieg ermöglichen konnten, ein enger Wettbewerb, in den allerdings mit Racing Paris nur einer der drei Vorjahresabsteiger eingreifen konnte, der sich am Ende ebenso souverän durchsetzte wie in der anderen Gruppe Rekordmeister Saint-Étienne. Um die jeweils beiden Relegationsplätze waren es in der Südgruppe fünf und in der Nordgruppe drei Mannschaften, die noch am vorletzten Spieltag chancenreich waren. Noch enger und spannender ging es im Kampf gegen den Abstieg in der Gruppe B zu; den Neunt- (Abbeville) und den Siebzehntplatzierten (Rouen) trennten am Ende ganze drei Punkte. Die „Roten Teufel“ aus Rouen, die zwölf Monate zuvor noch in der Division 1 angetreten waren, wurden prompt in die dritte Liga „durchgereicht“. Auch ein anderer Traditionsklub, der Racing Club Franc-Comtois Besançon, der allerdings noch nie erstklassig vertreten war, musste die Division 2 im Sommer 1986 aufgrund eines Konkurses und der Aufgabe seines Profistatus' verlassen, der er als einziger Verein in der Ligageschichte für 41 Jahre ununterbrochen angehört hatte – ein Rekord, der auch 2012/13 noch Bestand hat.
In den 612 Begegnungen wurden 1.483 Treffer erzielt; das entspricht einem Mittelwert von nur 2,42 Toren je Spiel und war der zweitschlechteste Wert (nach 2,37 1980/81) aller Zeiten. Erfolgreichste Torschützen waren in Gruppe A Jean-Marc Valadier aus Montpellier mit 22 und in Gruppe B Eugène Kabongo Ngoy von Racing Paris mit 29 Treffern; Letzterer gewann somit auch die Liga-Torjägerkrone. Zur folgenden Spielzeit kamen aus der Division 1 die Absteiger Racing Strasbourg und SEC Bastia hinzu; aus der dritthöchsten Liga stiegen mit SC Amiens, CO Saint-Dizier, AEPB La Roche-sur-Yon, FC Bourges, CS Cuiseaux-Louhans und Gazélec FCO Ajaccio sechs Mannschaften auf.

## Abschlusstabellen

### Gruppe A
| Pl. | Verein                     | Sp. | S  | U  | N  | Tore    | Diff. | Punkte |
| --- | -------------------------- | --- | -- | -- | -- | ------- | ----- | ------ |
| 1.  | AS Saint-Étienne           | 34  | 18 | 10 | 6  | 050:290 | +21   | 46:22  |
| 2.  | Olympique Alès             | 34  | 16 | 9  | 9  | 033:220 | +11   | 41:27  |
| 3.  | Olympique Lyon             | 34  | 14 | 12 | 8  | 047:310 | +16   | 40:28  |
| 4.  | FC Sète                    | 34  | 15 | 10 | 9  | 033:280 | +5    | 40:28  |
| 5.  | Montpellier La Paillade SC | 34  | 15 | 9  | 10 | 061:490 | +12   | 39:29  |
| 6.  | Olympique Nîmes            | 34  | 14 | 10 | 10 | 061:350 | +26   | 38:30  |
| 7.  | CO Le Puy                  | 34  | 14 | 7  | 13 | 052:410 | +11   | 35:33  |
| 8.  | AS Béziers                 | 34  | 13 | 9  | 12 | 043:380 | +5    | 35:33  |
| 9.  | FC Tours (A)               | 34  | 11 | 13 | 10 | 041:390 | +2    | 35:33  |
| 10. | FC Gueugnon                | 34  | 12 | 9  | 13 | 032:390 | −7    | 33:35  |
| 11. | FC Martigues               | 34  | 11 | 10 | 13 | 035:450 | −10   | 32:36  |
| 12. | AS Cannes                  | 34  | 8  | 15 | 11 | 035:410 | −6    | 31:37  |
| 13. | CS Thonon                  | 34  | 9  | 13 | 12 | 026:350 | −9    | 31:37  |
| 14. | FC Montceau (N)            | 34  | 13 | 4  | 17 | 039:440 | −5    | 30:38  |
| 15. | Istres Sports (N)          | 34  | 8  | 14 | 12 | 039:470 | −8    | 30:38  |
| 16. | AS Red Star                | 34  | 8  | 14 | 12 | 030:420 | −12   | 30:38  |
| 17. | EAC Chaumont (N)           | 34  | 9  | 8  | 17 | 035:560 | −21   | 26:42  |
| 18. | FC AS Grenoble             | 34  | 5  | 10 | 19 | 033:640 | −31   | 20:48  |

Platzierungskriterien: 1. Punkte – 2. Tordifferenz – 3. geschossene Tore

| (A) | Absteiger aus der Division 1 1984/85 |
| (N) | Neuaufsteiger                        |

### Gruppe B
| Pl. | Verein                   | Sp. | S  | U  | N  | Tore    | Diff. | Punkte |
| --- | ------------------------ | --- | -- | -- | -- | ------- | ----- | ------ |
| 1.  | Racing Paris (A)         | 34  | 24 | 8  | 2  | 078:240 | +54   | 56:12  |
| 2.  | FC Mulhouse              | 34  | 20 | 10 | 4  | 064:320 | +32   | 50:18  |
| 3.  | EA Guingamp              | 34  | 17 | 13 | 4  | 068:350 | +33   | 47:21  |
| 4.  | Stade Reims              | 34  | 17 | 9  | 8  | 049:370 | +12   | 43:25  |
| 5.  | Chamois Niort (N)        | 34  | 14 | 9  | 11 | 040:360 | +4    | 37:31  |
| 6.  | SM Caen                  | 34  | 14 | 9  | 11 | 033:310 | +2    | 37:31  |
| 7.  | US Orléans               | 34  | 12 | 9  | 13 | 039:420 | −3    | 33:35  |
| 8.  | Stade Quimper            | 34  | 11 | 10 | 13 | 038:430 | −5    | 32:36  |
| 9.  | SC Abbeville             | 34  | 12 | 6  | 16 | 041:600 | −19   | 30:38  |
| 10. | FC Limoges               | 34  | 11 | 7  | 16 | 040:430 | −3    | 29:39  |
| 11. | AS Beauvais-Marissel (N) | 34  | 11 | 7  | 16 | 035:520 | −17   | 29:39  |
| 12. | US Valenciennes-Anzin    | 34  | 9  | 10 | 15 | 045:500 | −5    | 28:40  |
| 13. | US Dunkerque             | 34  | 9  | 10 | 15 | 031:370 | −6    | 28:40  |
| 14. | Racing FC Besançon       | 34  | 10 | 8  | 16 | 039:460 | −7    | 28:40  |
| 15. | SCO Angers               | 34  | 11 | 6  | 17 | 032:470 | −15   | 28:40  |
| 16. | FC Lorient (N)           | 34  | 11 | 6  | 17 | 028:530 | −25   | 28:40  |
| 17. | FC Rouen (A)             | 34  | 11 | 5  | 18 | 032:430 | −11   | 27:41  |
| 18. | CS Sedan-Mouzon          | 34  | 7  | 8  | 19 | 026:470 | −21   | 22:46  |

Platzierungskriterien: 1. Punkte – 2. Tordifferenz – 3. geschossene Tore

| (A) | Absteiger aus der Division 1 1984/85 |
| (N) | Neuaufsteiger                        |

## Ermittlung des Meisters
Die beiden Gruppensieger trafen in Hin- und Rückspiel aufeinander, um den diesjährigen Meister der Division 2 zu ermitteln. Dabei setzte Paris sich dank eines 3:2-Sieges und eines 1:1-Unentschiedens gegen Saint-Étienne durch und gewann so die diesjährige Zweitligameisterschaft.
| Gruppe B     | Gesamt | Gruppe A         | Hinspiel | Rückspiel |
| ------------ | ------ | ---------------- | -------- | --------- |
| Racing Paris | 4:3    | AS Saint-Étienne | 3:2      | 1:1       |

## Relegation
Die Gruppenzweiten und -dritten kämpften in einer zweistufigen Ausscheidung darum, wer von ihnen gegen den Erstliga-18. AS Nancy um einen weiteren Aufstiegsplatz in die höchste Spielklasse spielen durfte. Zunächst trafen die beiden Gruppenzweiten in einem einzigen Spiel jeweils auf den Dritten der anderen Gruppe; hierbei setzten sich Mulhouse gegen Lyon mit 2:1 sowie Alès gegen Guingamp mit 3:0 durch und trafen anschließend – nun wieder in Hin- und Rückspiel – aufeinander. Dabei gewannen die Elsässer das Spiel beim Gegner mit 2:0 und konnten sich vor eigenem Publikum mit einem 1:1 begnügen.
Danach gewann Nancy sein Heimspiel mit 3:0 und Mulhouse seines mit 2:0, so dass in dieser Saison kein dritter Zweitdivisionär in die Division 1 aufstieg.
|                              | Ergebnis |                              |
| ---------------------------- | -------- | ---------------------------- |
| Olympique Alès (2. Gruppe A) | 2:1      | EA Guingamp (3. Gruppe B)    |
| FC Mulhouse (2. Gruppe B)    | 3:0      | Olympique Lyon (3. Gruppe A) |

| Sieger Spiel 2 | Gesamt | Sieger Spiel 1 | Hinspiel | Rückspiel |
| -------------- | ------ | -------------- | -------- | --------- |
| FC Mulhouse    | 3:1    | Olympique Alès | 2:0      | 1:1       |

| Division 1 | Gesamt | Division 2  | Hinspiel | Rückspiel |
| ---------- | ------ | ----------- | -------- | --------- |
| AS Nancy   | 3:2    | FC Mulhouse | 3:0      | 0:2       |